# 博讷城堡
博讷城堡（Château de Beaune）位于法国勃艮第科多尔省博讷，原是一座十五世纪法国城堡，1820年以后为宝尚父子（Bouchard Père & Fils）酒庄，占地130公顷，为勃艮第最大的葡萄园之一。1937年9月10日列为法国历史古迹。

## 历史
1477年南锡战役中，勃艮第公国君主勇士查理阵亡，法王路易十一兼并了勃艮第。1479-1527年兴建了博讷城堡。

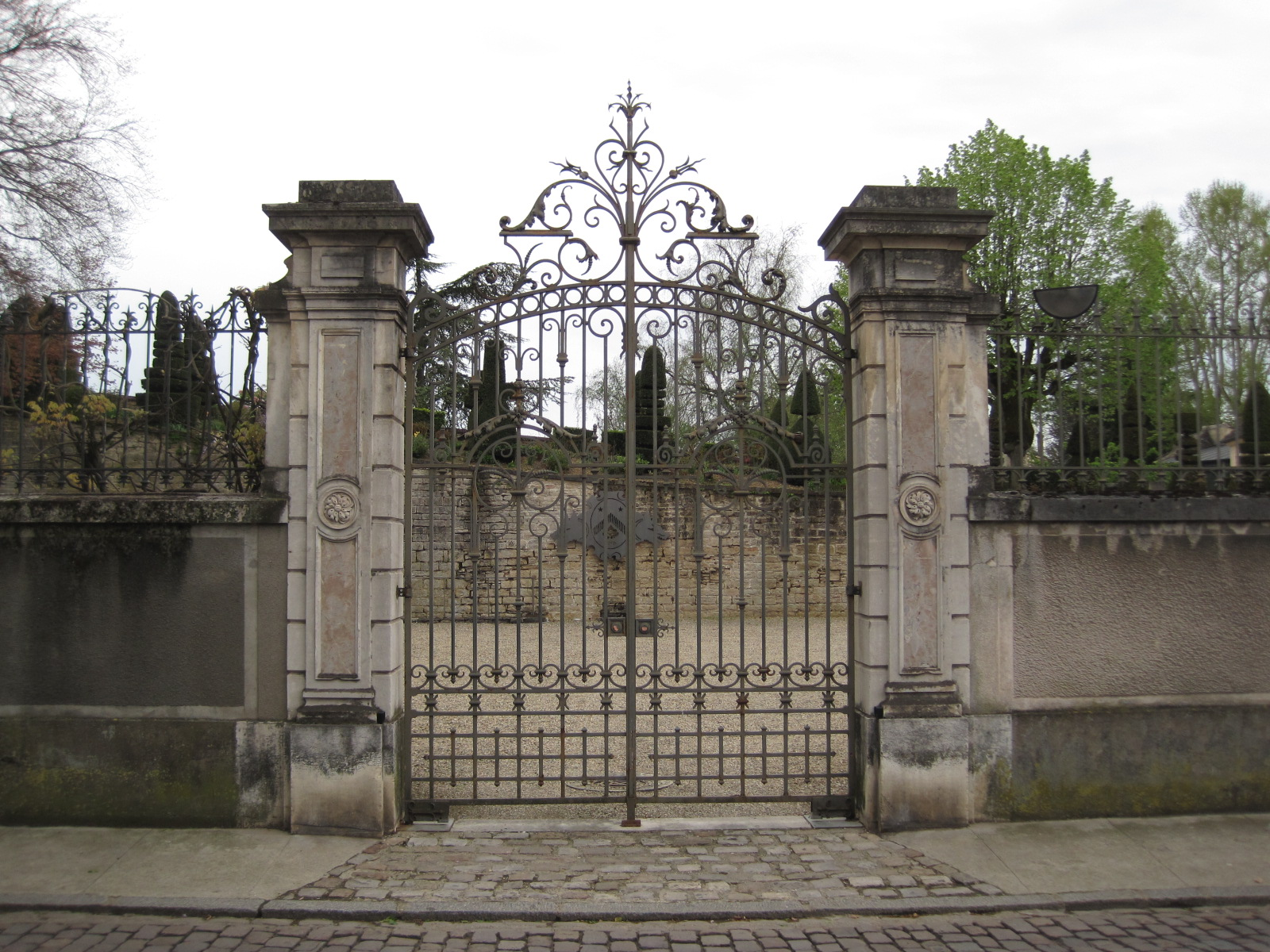
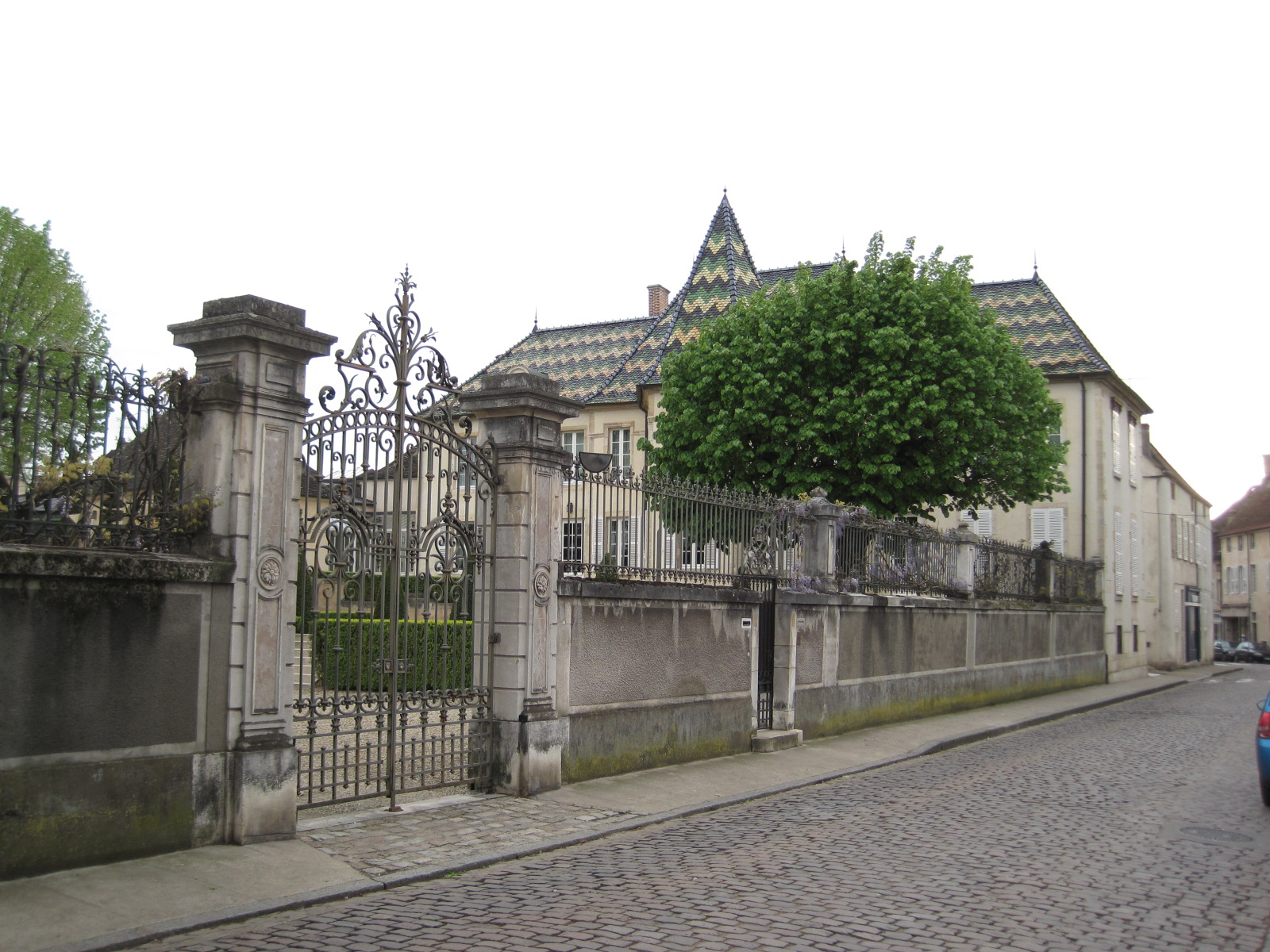

1820年6月21日，伯纳德·宝尚买下了博讷城堡，将其改建为宝尚父子（Bouchard Père & Fils）酒庄（1731年成立）。